# Samoloty, pociągi i samochody
Samoloty, pociągi i samochody lub Jeden bilet na dwóch (ang. Planes, Trains and Automobiles) – amerykańska komedia z 1987 roku oparty na scenariuszu i reżyserii Johna Hughesa. Wyprodukowana przez Paramount Pictures.

## Fabuła
Neal (Steve Martin) i Del (John Candy) nie znają się, ale na skutek zbiegu okoliczności razem wyruszają do domu na święta. Ich podróż jest pełna kłopotów. Próbują lecieć samolotem, potem jechać pociągiem, aż w końcu kontynuują wyprawę samochodami. Przeżywają wiele zwariowanych przygód.

## Obsada
- Steve Martin jako Neal Page
- John Candy jako Del Griffith
- Laila Robins jako Susan Page
- Dylan Baker jako Owen
- Olivia Burnette jako Marti Page
- Larry Hankin jako Doobie
- Richard Herd jako Walt
- Matthew Lawrence jako Neal Page Jr.

i inni.